# 科西諾
48°30′45″N 22°47′58″E / 48.51250°N 22.79944°E
科西諾（烏克蘭語：Косино），是烏克蘭的村落，位於該國西部外喀爾巴阡州，由穆卡切沃區負責管轄，面積6.15平方公里，海拔高度236米，2001年人口1,026，人口密度每平方公里170人。